# Качалово (бывшее село, Москва)
Кача́лово (Ки́ово-Кача́лово) — бывшее село, вошедшее в состав Москвы в 1984 году. На его территории расположен 5-й микрорайон района Северное Бутово Юго-Западного административного округа.

## География
Находилась на территории исторического района Бутово по обеим берегам реки Битца в районе нынешних улиц Старокачаловская, Бульвар Дмитрия Донского и Ратная.

## История
Впервые упоминается в XVII веке. Принадлежало стольнику Ивану Ивановичу Щербатову. Постепенно село разрасталось, в нём появилась церковь. В середине XVIII века его выкупили Трубецкие. В XIX веке село поглотило соседнюю деревню Киово и стало называться Киово-Качалово.

### В составе Москвы
В 1984 году село вошло в состав Москвы. В 1990-е годы на картах уже не значится. К 1993 году в селе оставалось 3 деревянных дома. В 2000-е годы на его месте появляется 5-й микрорайон Северного Бутова.
В 2002 году на территории бывшей деревни была открыта станция метро «Бульвар Дмитрия Донского» Серпуховско-Тимирязевской линии, в 2003 году — станция метро «Улица Старокачаловская» Бутовской линии.
Топоним сохранился в названиях:
- Старокачаловская улица[7],
- станция метро «Улица Старокачаловская» Бутовской линии,
- На МКАД имеется остановка «Качалово»[8].

## Храм
Деревянный храм во имя великомученицы Параскевы Пятницы в селе Киово-Качалово Московского уезда в Чермном стане существовал уже в начале XVI века, но во время польско-литовской интервенции был разрушен.
Первый каменный храм на этом месте возведён и освящён в 1694 году. Строителем нового храма стал владелец села Киово, князь Иван Иванович Щербатов. В этом же году при храме основано кладбище.
К началу XX века храм сильно обветшал. В 1901—1904 годах был реконструирован архитектором Н. Н. Благовещенским. Храм был значительно расширен, колокольня надстроена на один ярус, а весь архитектурный облик изменен в такой степени, что можно было считать храм построенным заново. Освящение состоялось в 1904 году.
В конце 1930-х годов храм был закрыт. Здание использовалось в производственных целях.
В середине 1980-х годов по причине непригодности к дальнейшему использованию, здание было брошено. По заключению БТИ износ здания составлял 80 %.
Передан православной общине в 1990 году и за несколько лет полностью восстановлен. 10 ноября 1998 года был освящён патриархом Московским и всея Руси Алексием II .